# Ngaoundaye
Ngaoundaye är en subprefektur i Centralafrikanska republiken.   Den ligger i prefekturen Préfecture de l'Ouham-Pendé, i den västra delen av landet, 500 km nordväst om huvudstaden Bangui.
I omgivningarna runt Ngaoundaye växer huvudsakligen savannskog. Runt Ngaoundaye är det glesbefolkat, med 16 invånare per kvadratkilometer.